# Davidsson, släkt från Upphärad
Davidsson var en släkt från Stora Boda i Upphärads socken i Västergötland. I de äldre generationerna var släktmedlemmarna statstjänstemän på regional nivå, landsgevaldiger och häradsskrivare. Släktnamnet Davidsson antogs i början av 1730-talet. Det levde kvar inom släkten till 1903 och bland efterkommande till en styvson till 1970.

## Historik
Släkten härstammar från landsgevaldigern Josef Davidsson (1663–1741). Han var visitör vid Stora sjötullen och fick 2 april 1696 landshövdingens fullmakt att vara landsgevaldiger över Älvsborgs län. Som boställe hade han kronohemmanet Stora Boda, som han 1719 köpte till skatte för 1000 daler silvermynt. Gården var i släktens ägo till mitten av 1800-talet. 
Josef Davidsson var gift med Annika Arvidsdotter Ekeberg (död 1733), dotter till befallningsmannen och bokhållaren vid Kobergs slott, Arvid Andersson och hans hustru Helena Nilsdotter, bosatta i Stora Ekeskogen, Lagmansered socken.
Josef Davidsson och hustrun hade nio barn, tre söner och sex döttrar, varav alla utom döttrarna Eva och Maria nådde vuxen ålder. Barnen upptog i början av 1730-talet faderns efternamn Davidsson som släktnamn. Äldste sonen Malkolm hade dessförinnan under några år kallat sig Boström (efter hemgården Stora Boda), medan hans systrar använde namnet Josefsdotter. När sonen den 21 januari 1732 stod fadder åt ett barn i hemsocknen kallas han ”gewaldigaren Malcum Davidsson”. Detta är första gången något av barnen finns noterad med efternamnet Davidsson. Vid samma tillfälle var också systern ”Stina Davidsson” fadder.
De tre sönerna var:
- Malkolm Davidsson (1705–1792), efterträdde fadern som landsgevaldiger i Älvsborgs län och övertog hemgården Stora Boda. Han hade en son, Josef Davidsson (1748–1798), också han landsgevaldiger och innehavare av Stora Boda. Av Josef Davidssons barn blev två döttrar vuxna.

- David Davidsson (1713–1787) var häradsskrivare i Väne härad i Västergötland och hade tre söner:
  - Josef Davidsson (1749–1808) var häradsskrivare i Skara fögderi och hade två döttrar.
  - Johan Magnus Davidsson (1751–1832) var skrivare, inspektor och arrendator. Han hade sonen Johan Davidsson (född 1789, död 1824 i Klara församling i Stockholm), en tid hejderidare i Skaraborgs län (se nedan).
  - Axel Davidsson (1755–1783) var visitör och sjöman och bodde i Kungsbacka. Han hade en son som dog späd.

- Axel Davidsson (1717–1753), häradsskrivare i Gotlands södra fögderi. Var gift men hade inga barn.

De fyra döttrarna som blev vuxna var:
- Katarina Davidsson (1708–1773), gift 1740 med borgaren Arvid Svensson Ahlgren (död ca 1740) och omgift med volontären Johan Cedercrantz (1711–1771).

- Helena Davidsson (född 1710), gift 1732 med hejderidaren Georg Tenggren (1687–1767).

- Kristina Davidsson (1713–1756), gift 1742 med Adam Lundgren (1709–1742), furir vid Västgöta-Dals regemente, och omgift 1745 med Sven Hylander (1682–1764), komminister i Västra Tunhem. De var föräldrar till professorn Anders Hylander (1750–1830).

- Ingeborg Davidsson (1719–1796), gift 1746 med mönsterskrivaren, senare regementskommissarien Olof Darelius (1724–1798), bror till läkaren Johan af Darelli (1718–1780).

### Släktens sista generationer
Stamfaderns sonsons son hejderidaren Johan Davidsson (1789–1824), se ovan, hade sonen Axel Malkolm Davidsson (1818–1903), matros och sjötimmerman, bosatt i Gävle. Med honom dog släkten Davidsson ut. Han var gift två gånger men efterlämnade inga barn. 
Namnet levde vidare ytterligare några generationer genom styvsonen Oskar Fredrik (1852–1923), överlärare i Strömsbro i Gävle, som upptog styvfaderns namn Davidsson. Hans sondöttrar Britt Davidsson (1917–1970), polissyster och ogift, och Ulla Davidsson (1924–2012), gift Knutsen-Öy, var de sista som bar släktens namn Davidsson.